# Placidium squamulosum
Placidium squamulosum är en lavart som först beskrevs av Erik Acharius, och fick sitt nu gällande namn av Breuss. Placidium squamulosum ingår i släktet Placidium och familjen Verrucariaceae.  Arten är reproducerande i Sverige. Inga underarter finns listade i Catalogue of Life.